# Tamara Trunova
Tamara Trunova (Oekraïens: Тамара Вікторівна Трунова) (5 mei 1982) is een OekraÏens theaterdirecteur. 
Trunova studeerde van 1999–2004 voor vertaler aan de Kyiv National Linguistic University. In 2009 studeerde ze af aan de Nationale Universiteit voor Theater, Film en TV in Kiev. 
In 2019 wordt zij verkozen tot de nieuwe theaterdirecteur van het Nationaal Academisch Theater voor Drama en Comedy. waar ze al sinds 2011 werkzaam is. Hiermee was zij de eerste vrouwelijke theaterdirecteur van dit theater.